# 유니티짱
유니티짱(UNITY-CHAN)은 게임엔진 유니티를 개발한 회사인 유니티 테크놀로지스 재팬의 공식 오리지널 캐릭터이다. 보컬로이드이기도 하다. 공식 홈페이지에서 3D 모델 데이터, 보이스 팩을 다운로드할 수 있다. 유튜브 채널이 있다.